# Johan Magnus Wiksten
Johan Magnus Wiksten, född 30 januari 1730, död 3 december 1796, var en svensk kunglig sekreterare. Han var son till hökaren Anders Dafström i Stockholm och Christina Wendelin och tog sitt efternamn efter styvfadern Erik Wiksten.
Wiksten var kunglig sekreterare och expeditionssekreterare i Krigsexpeditionen. Han skrevs in vid Stockholms nation vid Uppsala universitet 1748. Wiksten var medlem av Utile Dulci och Coldinuorden samt invaldes som ledamot nr 28 av Kungliga Musikaliska Akademien den 11 mars 1772. Hans präst ansåg honom vara "en litterat och vitter man" som ägde "en vacker boksamling" och "var konnässör av musik".